# Luigi Scapuzzi
Luigi Scapuzzi (Fiorenzuola d'Arda, 4 ottobre 1920 – Leonforte, 21 luglio 1943) è stato un militare italiano, decorato di medaglia d'oro al valor militare alla memoria nel corso della seconda guerra mondiale.

## Biografia

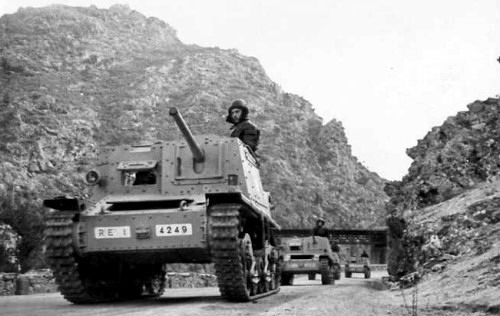
Una colonna di semoventi controcarro da 47/32

Nacque a Fiorenzuola d'Arda, im provincia di Piacenza, il 4 ottobre 1920, figlio di Francesco, di professione impresario edile, e di Maria Bricchi. Frequentò la scuola elementare e quella media presso il suo paese natale e poi conseguì il diploma di maestro elementare presso l'Istituto magistrale di Parma. All'età di venti anni si iscrisse ad una associazione democratica, allora considerata in opposizione al regime fascista. Dopo aver insegnato come supplente presso una scuola elementare, nel 1940 fu assunto come impiegato presso l'Ufficio delle imposte dirette. Nel gennaio 1941 fu chiamato a prestare servizio militare nel Regio Esercito, frequentando il corso di specializzazione per ufficiali assegnati ai reparti corazzati presso il 3º Reggimento fanteria carristi a Bologna. Primo della graduatoria e promosso sottotenente nel mese di settembre, venne mandato a prestare servizio presso il IV Battaglione semoventi da 47/32 del 33º Reggimento carri a Parma e fu trattenuto in servizio attivo nell'aprile 1942. Successivamente chiese, ed ottenne, di essere assegnato ai reparti di prima linea in Sicilia. Nell'aprile 1943 venne trasferito al CCXXXIII battaglione semoventi controcarro da 47/32, 33º Reggimento carristi, operante in supporto alla 4ª Divisione fanteria "Livorno", allora in forza alla 6ª Armata del generale Alfredo Guzzoni.
Il 12 luglio 1943, qualche giorno dopo l'inizio dello sbarco degli Alleati a Licata, si trovava con il suo semovente controcarro da 47/32 al Bivio Gigliotto nei pressi di San Michele di Ganzaria e qui, dopo un furibondo combattimento, il suo comandante cadde prigioniero dei soldati americani; lui, in qualità di vice-comandante  assunse immediatamente la responsabilità delle operazioni belliche.
Seguendo gli ordini del Comando della Divisione "Livorno", la sua compagnia carri si attestò nel territorio tra Assoro e Leonforte, lungo la linea difensiva tedesca centro-orientale. Nella notte del 21 luglio 1943, quando il gruppo "Ens" della Divisione tedesca "Silizien" respinse le truppe canadesi e contrattaccò per difendere il possesso della strada Leonforte-Nissoria, il piccolo semovente da lui condotto proteggeva il ripiegamento del reparto tedesco. Esaurite le munizioni, si sporse fuori dal mezzo corazzato continuando a sparare col mitra in dotazione finché, lungo la strada che porta a Nissoria (di fronte alla casa Ricifari), fu ucciso da un proiettile in pieno petto.
Il suo corpo fu temporaneamente sepolto in una campagna di contrada Sant’Elena, nelle vicinanze del luogo in cui era rimasto ucciso, insieme a quattro soldati tedeschi uccisi dagli americani nonostante si fossero arresi alzando la bandiera bianca. In seguito la salma fu traslata nel cimitero di Leonforte, nella collina riservata ai caduti in guerra, e nel 1948 i suoi genitori la riportarono a Fiorenzuola d'Arda, dove tuttora riposa nella cappella di famiglia. Decorato con la medaglia d'oro al valor militare alla memoria, gli è stata intitolata una via della sua città natale.